# Мальцев Микола Володимирович (політик)
Микола Володимирович Мальцев (1 січня 1891, село Шошкари Казанського повіту Казанської губернії, тепер Татарстану, Російська Федерація — загинув 1941, тепер Російська Федерація) — радянський медичний діяч, в.о. керуючого Центрального архівного управління СРСР і т.в.о. начальника Головного архівного управління (ГАУ) НКВС СРСР. Член Центральної контрольної комісії ВКП(б) у 1927—1934 роках.

## Біографія
Народився в родині ветеринарного лікаря. У 1901 році родина переїхала в Тюмень. Навчався в Тюменському реальному училищі. З 1906 року продовжував навчання в Казанському реальному училищі, де приєднався до соціал-демократичного руху.
Член РСДРП(б) з 1908 року.
Весною 1909 року заарештований і висланий до Вологодської губернії. Заслання відбував у місті Вельську, потім до 1911 року — у Вологді. Входив до складу Вологодського комітету РСДРП.
Після повернення із заслання навчався на медичному факультеті Московського університету, працював в психіатричній лікарні. У 1915 році заарештований і засуджений на рік ув'язнення в фортецю. У 1917 році закінчив медичний факультет Московського університету.
З травня по листопад 1917 року служив у російській армії: у травні — серпні 1917 року — молодший лікар 175-го запасного полку в Псковській губернії; у серпні — листопаді 1917 року — молодший лікар 118-ї піхотної дивізії в Ревелі.
З листопада 1917 по червень 1918 року — член медично-санітарного бюро Петроградської ради, займався лікарською діяльністю, організацією радянських органів охорони здоров'я.
З червня 1918 по січень 1919 року — лікар перев'язувального загону 26-ї стрілецької дивізії РСЧА на Східному фронті.
У січні — вересні 1919 року — завідувач Казанського губернського відділу охорони здоров'я, начальник санітарної частини Казанського укріпленого району.
У вересні 1919 — листопаді 1920 року — завідувач Сибірського обласного відділу охорони здоров'я в Омську.
З листопада по грудень 1920 року — заступник завідувача Смоленського губернського відділу охорони здоров'я.
У січні 1921 — листопаді 1922 року — завідувач Управління курортів Південного берега Криму в Ялті.
У листопаді 1922 — липні 1925 року — заступник голови правління об'єднання санаторіїв Московського відділу охорони здоров'я.
У липні 1925 — квітні 1927 року — завідувач адміністративного відділу та завідувач інспекції Народного комісаріату охорони здоров'я РРФСР.
У квітні 1927 — 1929 року — старший інспектор, керівник групи Народного комісаріату робітничо-селянської інспекції СРСР.
У 1930 — січні 1934 року — член партійної колегії Центральної контрольної комісії ВКП(б).
У лютого по червень 1934 року — заступник начальника, з червня 1934 року — 1-й заступник начальника Центрального архівного управління при ЦВК СРСР. З грудня 1937 по квітень 1939 року — в.о. керуючого (начальника) Центрального архівного управління СРСР.
Одночасно, 29 вересня 1938 — 2 квітня 1939 року — т.в.о. начальника Головного архівного управління (ГАУ) НКВС СРСР.
З квітня по липень 1939 року — в розпорядженні ЦК ВКП(б).
У квітні 1939 — липні 1941 року — завідувач медичної частини Управління санаторіїв спеціального призначення Народного комісаріату охорони здоров'я СРСР.
У липні 1941 року пішов добровольцем у Червону армію, учасник німецько-радянської війни. Служив начальником санітарної служби 39-го стрілецького полку РСЧА, загинув у 1941 році.